# Thaumastognathia diceros
Thaumastognathia diceros är en kräftdjursart som beskrevs av Théodore Monod 1926A. Thaumastognathia diceros ingår i släktet Thaumastognathia och familjen Gnathiidae.
Artens utbredningsområde är havet kring Nya Zeeland. Inga underarter finns listade i Catalogue of Life.